# Eleazar (zoon van Aäron)
Eleazar (of Elazar) was volgens de Hebreeuwse Bijbel de derde zoon van Aäron (de eerste hogepriester van de Israëlieten) en Elisheba. Eleazar was getrouwd met een dochter van Putiël, met wie hij een zoon kreeg: Pinechas. Omdat zijn oudere broers Nadab en Abihu gestorven waren tijdens het leven van zijn vader, volgde Eleazar Aäron op als hogepriester.
Als hogepriester stond Eleazar Mozes en later Jozua bij tijdens belangrijke gebeurtenissen in de periode dat de Israëlieten door de woestijn zwierven en bij de verovering van het Beloofde Land Kanaän. Na zijn dood werd hij opgevolgd door zijn zoon Pinechas.